# Гундырев, Геннадий Николаевич
Гундырев Геннадий Николаевич (15 марта 1933 — 28 апреля 2012) — руководитель и организатор производства, инженер-механик.

## Биография
В 1956 г. с отличием окончил Московский авиационный технологический институт (МАТИ — Российский государственный технологический университет имени К. Э. Циолковского) и был направлен на работу на Горьковский авиационный завод (ныне Нижегородский авиастроительный завод «Сокол»), где работал конструктором, мастером, начальником цеха, заместителем начальника производства, заместителем главного инженера. В 1985—1998 гг. — Главный инженер этого завода. Внёс большой творческий вклад в обеспечение высокоэффективного серийного производства самолётов: МиГ-21, МиГ-25, МиГ-29УБ, МиГ-31. Под его руководством на заводе создавались новые образцы военных и гражданских самолётов, речных и морских катеров.

## Награды и звания
- Государственная премия СССР;
- Заслуженный машиностроитель Российской Федерации;
- Почётный авиастроитель СССР;
- Орден «Знак Почёта»;
- Медали.